# Castillo de Termes

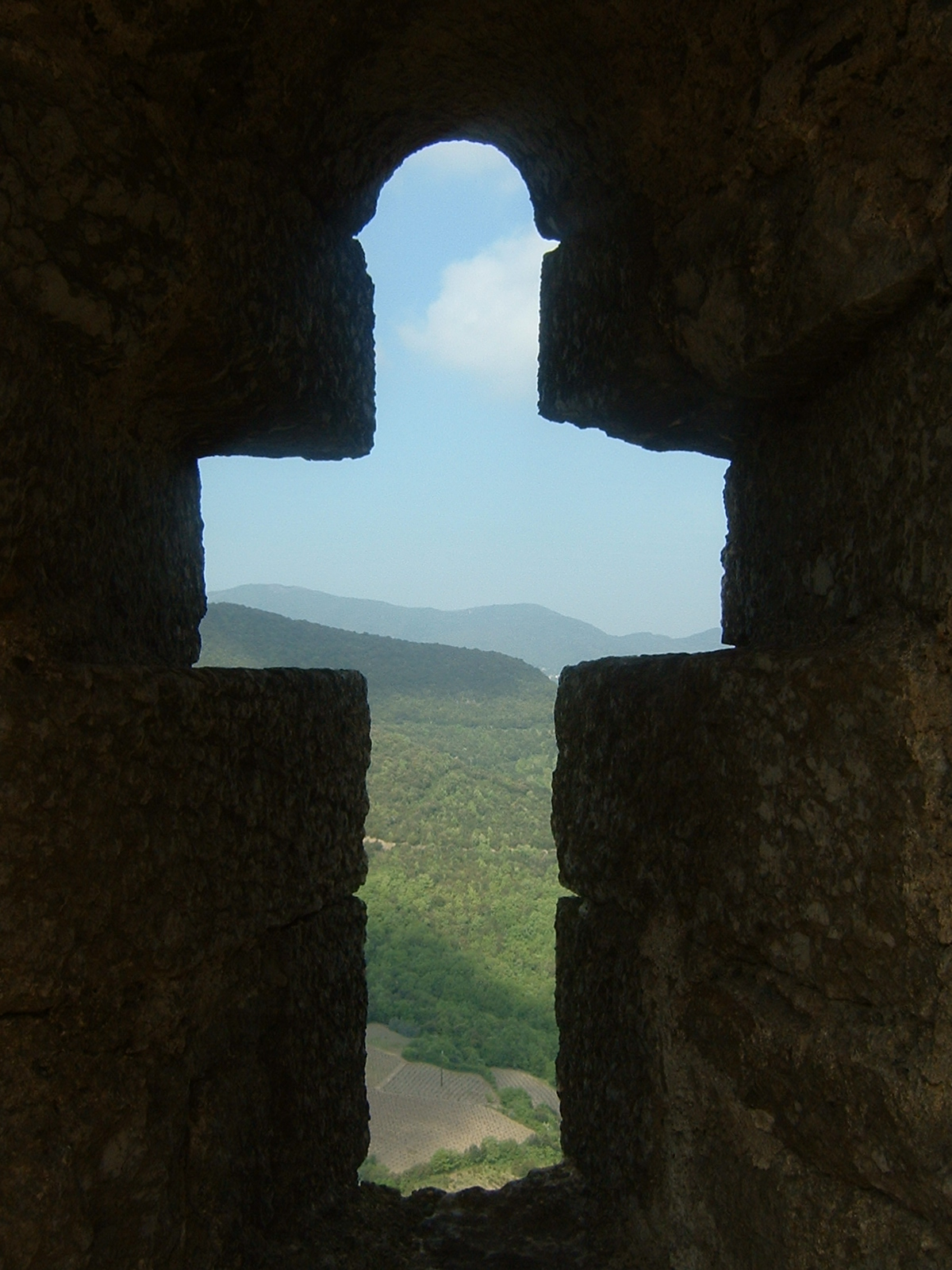
Obertura en forma de cruz. Capilla del castillo de Termes.

El castillo de Termes es un castillo cátaro ubicado en la comuna francesa de Termes, perteneciente al departamento del Aude, a medio camino entre Carcasona y Perpiñán. Edificado sobre un montículo con suaves pendientes, en tres de sus lados se haya rodeado por barrancos, siendo solo accesible por la parte meridional.

## Historia

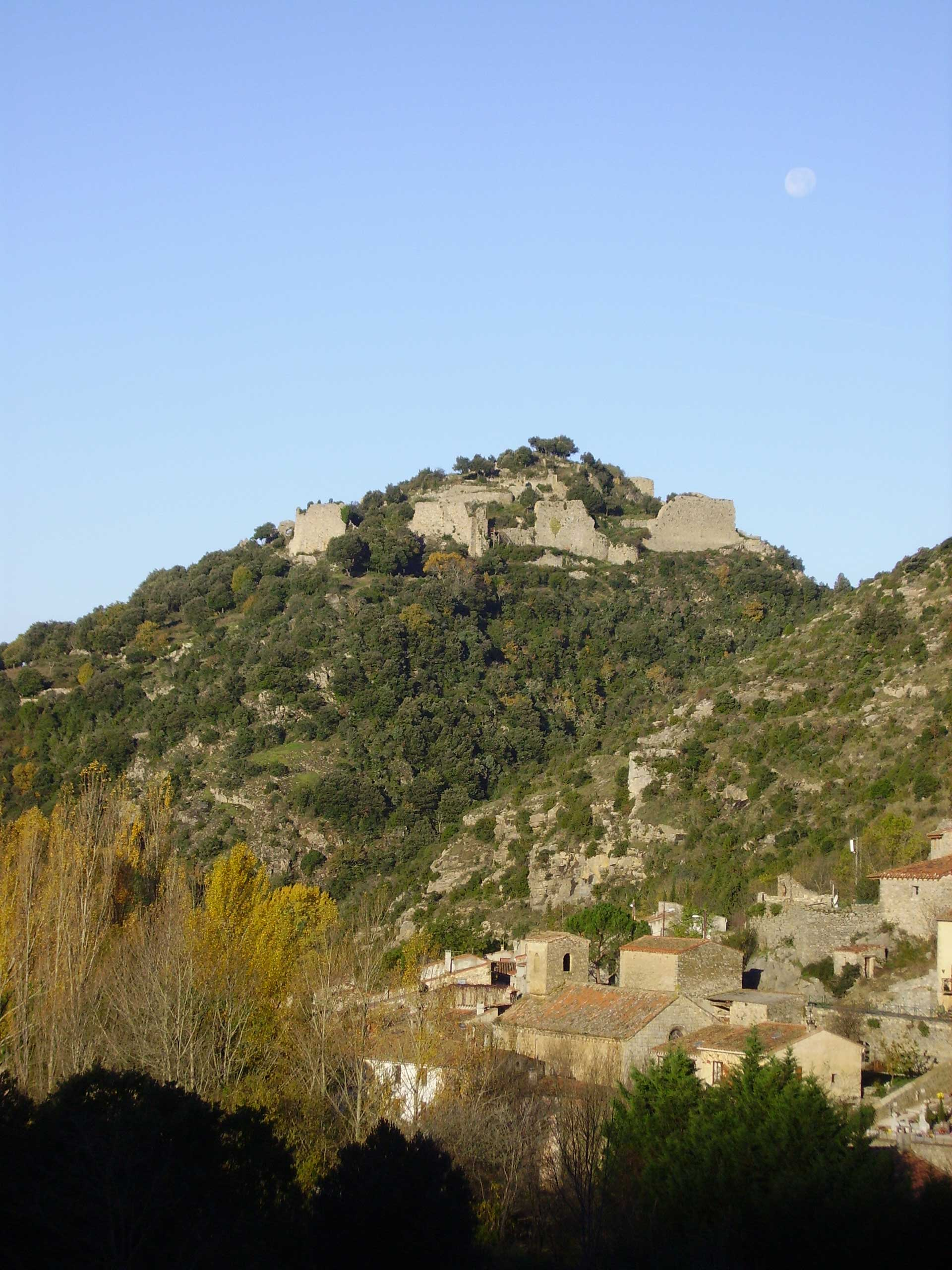
El castillo con el pueblo de Termes.

La familia señorial de Termes es citada por primera vez en textos escritos en el año 1061 (siglo XI). Este linaje dirigía una de las circunscripciones territoriales más antiguas de la época feudal. En 1110 los señores de Termes rendían homenaje al vizconde Trencavel de Carcasona y estaban en constante conflicto con los abades de la Lagrasse por la posesión y titularidad de las minas de Palairac.
Un documento cursado entre Raymond de Termes y su hermano Guillaume, en 1163, aporta detalles sobre el aspecto del castillo en el siglo XII. La torre del homenaje, en el centro y zona más alta del peñasco estaba dividida entre los dos hermanos. El documento también menciona la existencia de una pequeña iglesia dentro del recinto amurallado, que presuntamente debe ser la iglesia actual también en ruinas.
Al proclamarse la cruzada albigense, el castillo de Termes sufrió constantes ataques por parte de los cruzados por su posición estratégica y por la fuerte implantación del catarismo entre sus ocupantes.
El sitio de Termes, en 1210 que impuso Simón de Montfort al castillo y los dos burgos que se encontraban en las proximidades inmediatas, sus ocupantes y a su señor, Raymond de Termes, acusado de herejía, se convirtió en un caso particular dentro de la cruzada contra fortalezas occitanas, al poseer catapultas tanto sitiadores como sitiados.

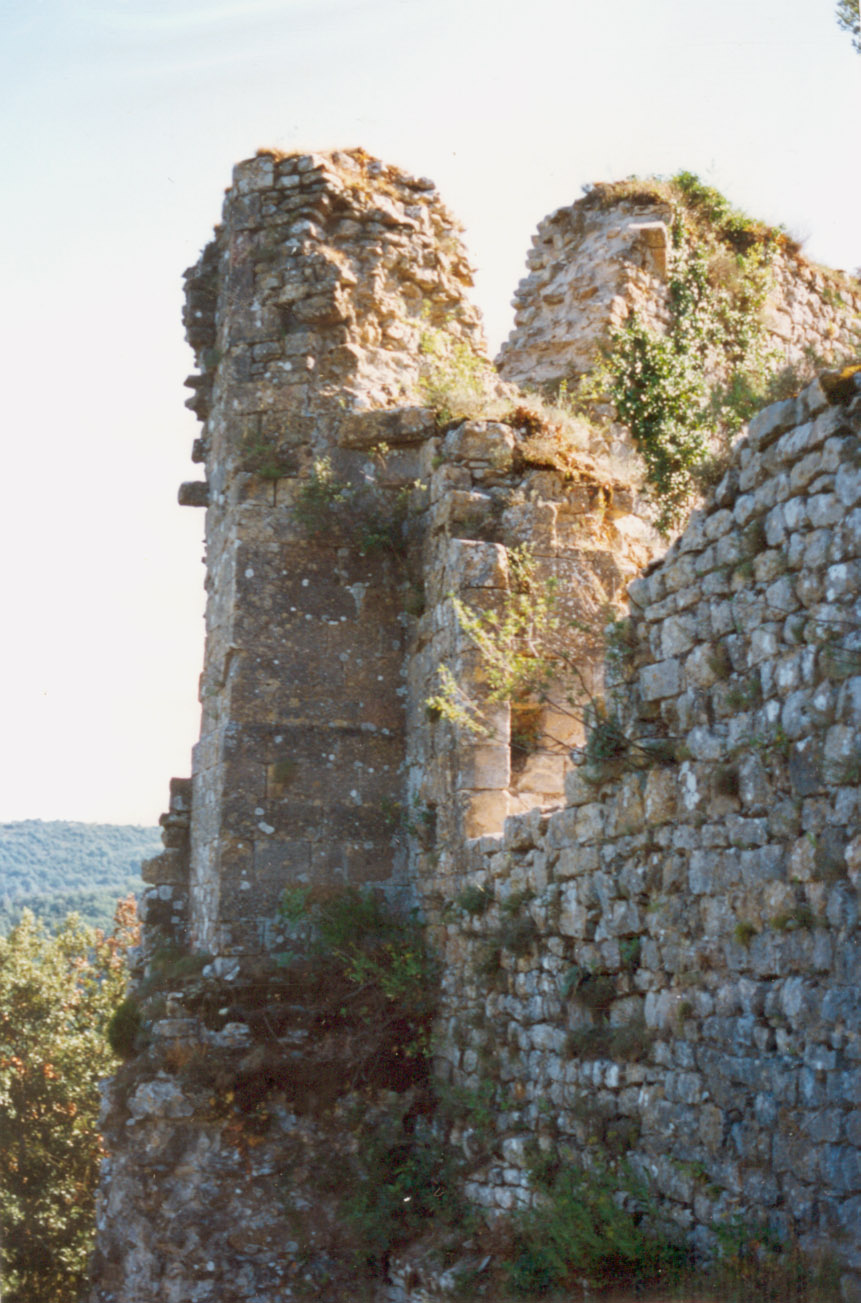
Parte de la muralla exterior.

Tras cuatro meses de continuos de asaltos, la falta de agua y comida fueron los que obligaron a rendirse a los señores de Termes. Raymon fue hecho prisionero y encarcelado en Carcasona.
En 1224, Olivier de Termes, hijo de Raymond, reconquistó el castillo hasta que a consecuencia del Tratado de Meaux, pasa a ser de dominio real francés. En 1240 Olivier lo vuelve a ocupar, coincidiendo con la ofensiva del vizconde Ramón Trencavel II para recuperar Carcasona, y continuó ofreciendo resistencia contra los cruzados hasta que, en el año 1246, Olivier fue vencido y enviado a las cruzadas en oriente por orden del rey francés Luis IX.
Integrado ya en los llamados "Cinco hijos de Carcasona", en la frontera defensiva entre los dominios conquistados por el rey francés y los territorios de la Corona de Aragón, fue ocupado por guarniciones reales durante más de cuatro siglos y posteriormente abandonado. Al ser ocupado por bandidos y forajidos que asolaban la región y lo tenían como morada, el rey de Francia ordenó dinamitarlo a medianos del siglo XVII (año 1653), quedando en ruinas y derruido.
En el siglo XX los vestigios pasaron a ser propiedad comunal de Termes y fueron declaradas Monumento histórico en 1989.

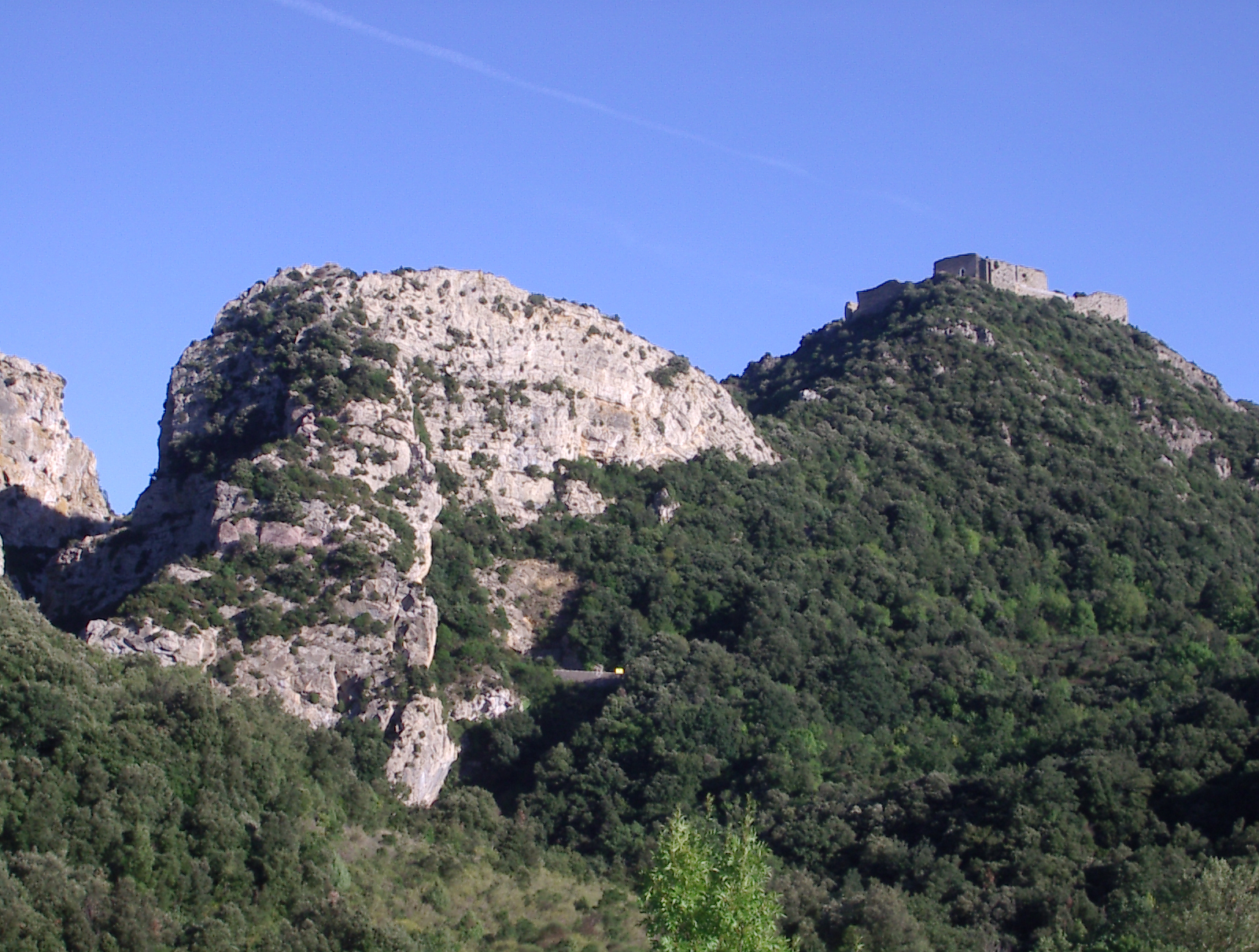
El castillo de Termes y las gargantas de Termenet

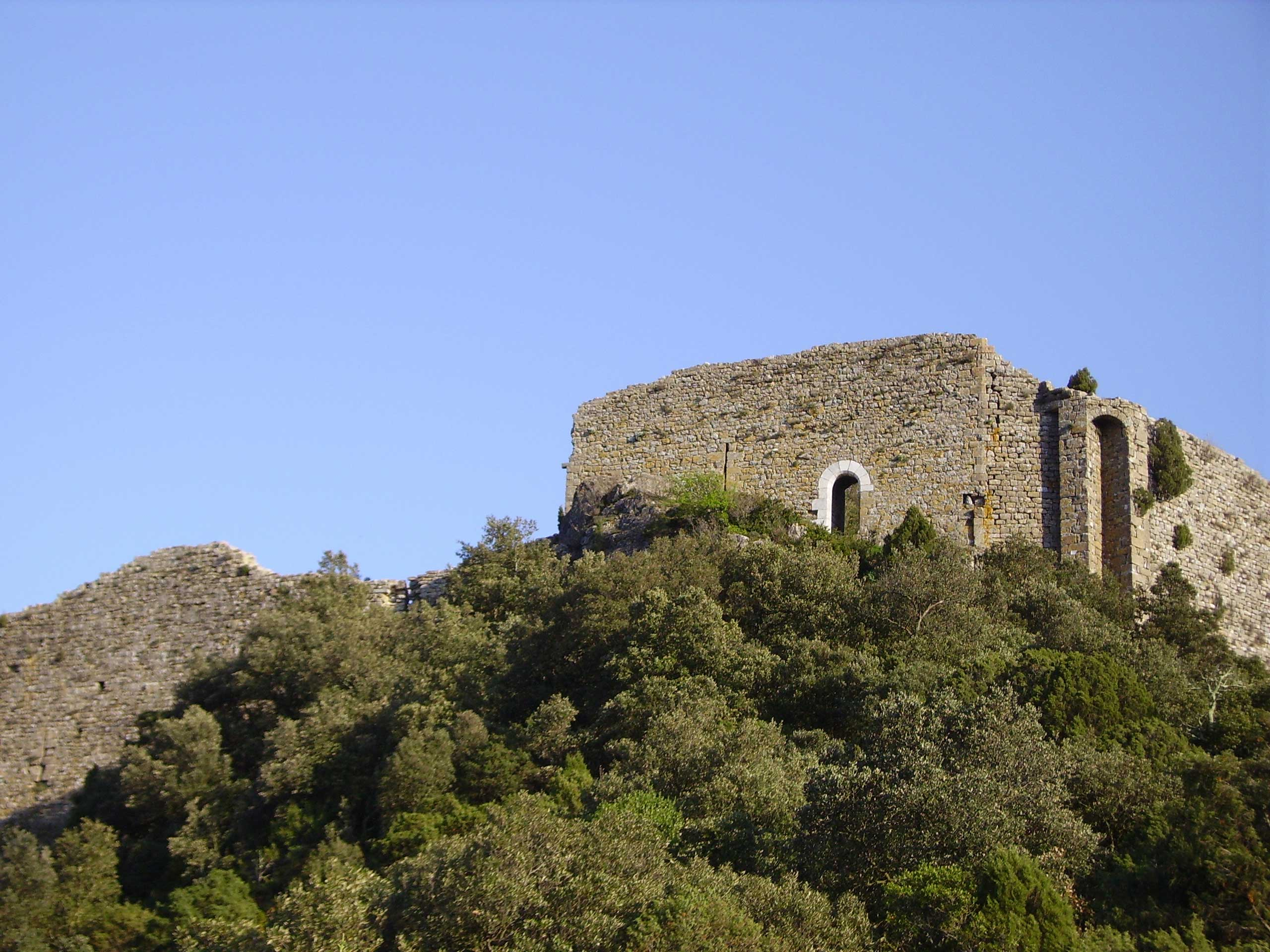
Parte al norte del castillo de Termes.

## Arquitectura del castillo
Actualmente no quedan más que murallas derruidas. Las ruinas del castillo de Termes componen una planta rectangular de dos murallas concéntricas, entre las que se encuentra el camino de ronda, flanqueadas por torres de vigilancia redondeadas, del siglo XII, con los vestigios de la torre del homenaje situada en el centro geométrico.
La entrada principal del primer recinto se encuentra en la zona sudeste. La puerta estaba defendida por una barbacana y una torre con paramento. Una poterna defendida por una barbacana construida sobre unos contrafuertes, ocupa la parte noroeste. El ángulo sudoeste está destruido completamente.
En el segundo recinto, más derruido, se encuentran dos recintos en los que se observan vestigios de una rampa de acceso y de la puerta, en el ángulo sudeste. En la zona oeste existe una construcción rectangular con una bóveda derruida. Son los restos de la capilla, con una pequeña ventana cruciforme. El ángulo sudoeste está defendido por una torre de vigilancia derruida.
Después de la Cruzada contra los Cátaros, se construyó "Termenet", una pequeña fortificación avanzada a poca distancia del castillo, en su flanco meridional. En este conjunto, pocos elementos parecen ser de antes de la cruzada; la mayoría de vestigios son atribuidos a la segunda mitad del siglo XIII.